# マイク・ガスコイン
マイケル・"マイク"・ガスコイン（Michael "Mike" Gascoyne, 1963年4月2日 - ）は、イギリス・ノーフォークノリッジ出身の空力エンジニアで、F1カーのデザイナーとして知られる。
マクラーレン、ザウバー、ティレルなどのF1チームをエンジニアとして渡り歩いた後、ジョーダン、ルノー、トヨタ、フォース・インディアで技術部門の責任者を務めた。2010年よりロータス・レーシング（現：ケータハムF1チーム）に所属し、ケーターハム・グループの最高技術責任者(CTO) を務めた。

## 経歴

### 初期の経歴
1982年、19歳でケンブリッジ大学（チャーチル・カレッジ）に入学し、流体力学を研究。1988年、25歳で中退し、ウェストランド・ヘリコプター社の一部門であるウェストランド・システム社で一時的に働いたが、モータースポーツでの仕事に憧れ、1989年の初めにテディントンの国立物理研究所にあったマクラーレンのスティーブ・ニコルズのデザインチームに加わり、風洞実験の空力エンジニアとして働いた。
1年間でマクラーレンを去ると、1990年にはティレルに加入し、ハイノーズ、アンヘドラル・ウイングを採用した斬新な空力処理を持つ019の開発（車体制御）に携わり、同シャシーの設計者であるハーベイ・ポスルスウェイトのアシスタントとして、その薫陶を受けるようになる。
1991年にポスルスウェイトが当時F1参戦を計画していたザウバーチームのF1カー設計に関わることとなったため、ガスコインもポスルスウェイトに従ってザウバーに移籍した。ほどなくポスルスウェイトはザウバーチームから去ったが、空力チーフだったガスコインは留まり、1993年シーズンを通してC12の開発を継続。同チームは初年度ながら12ポイントを獲得し、年間のコンストラクターズランキングでも7位を獲得するという、新規参戦チームとしては目覚しい成績を残した。
1993年後半、ティレルに復帰したポスルスウェイトから副テクニカルディレクター（テクニカルディレクター補佐）の座を提示されたため、ガスコインは翌1994年から4年間をティレルで過ごすこととなる。かつての名門とはいえ、この時期すでに斜陽となっており資金力に乏しい同チームでは開発者としては腕を振るう機会が制限されたが、1997年には「Xウィング」と呼ばれる特殊な小型ウィングを発案し話題を集めた。
1998年のシーズン直前、ケン・ティレルが同チームをB・A・Rに売却することを決意し、新オーナーがチームの技術部門の刷新を図ったため、ガスコインはチームを去った。

### ジョーダン
1998年6月、テクニカルディレクターとしてジョーダン・グランプリに加入し、すぐさま1999年にむけて199のデザインに取り掛かった。この1999年シーズンはジョーダンチームにとってはチーム史上最も輝かしい年となり、コンストラクターズランキング3位、優勝2回という成績を残した。
翌2000年の結果は前年に比べれば冴えないものであったが、それでもガスコインの評価は揺るがず、エンジニアの中でも当時の二大巨頭であるエイドリアン・ニューウェイ、ロリー・バーンに次ぐ存在とみなされるようになった。

### ベネトン / ルノー
2001年シーズンの開幕直前、ガスコインは当時低迷していたベネトンチームへと移籍した。ほぼ同時期にチームはルノーによって買収され、翌2002年からルノーF1チームとして参戦することになった。
ルノーでは開発部門の総責任者として組織変更に着手し、ジョーダン時代からの知己であるマーク・スミスと、ティレル時代ともにポスルスウェイトの下で働いたティム・デンシャムを同格のチーフデザイナーに据え、2つの設計部門に隔年で設計を行わせるという独特の手法を試みた。
在籍3年目となる2003年のハンガリーGPで同チームとしては1997年ドイツGP以来となる久々の優勝を遂げた（ドライバーはフェルナンド・アロンソ）。しかしながら、ガスコインは年俸交渉でチームとの関係がこじれ、厚遇を示したトヨタへの移籍を発表した。

### トヨタ

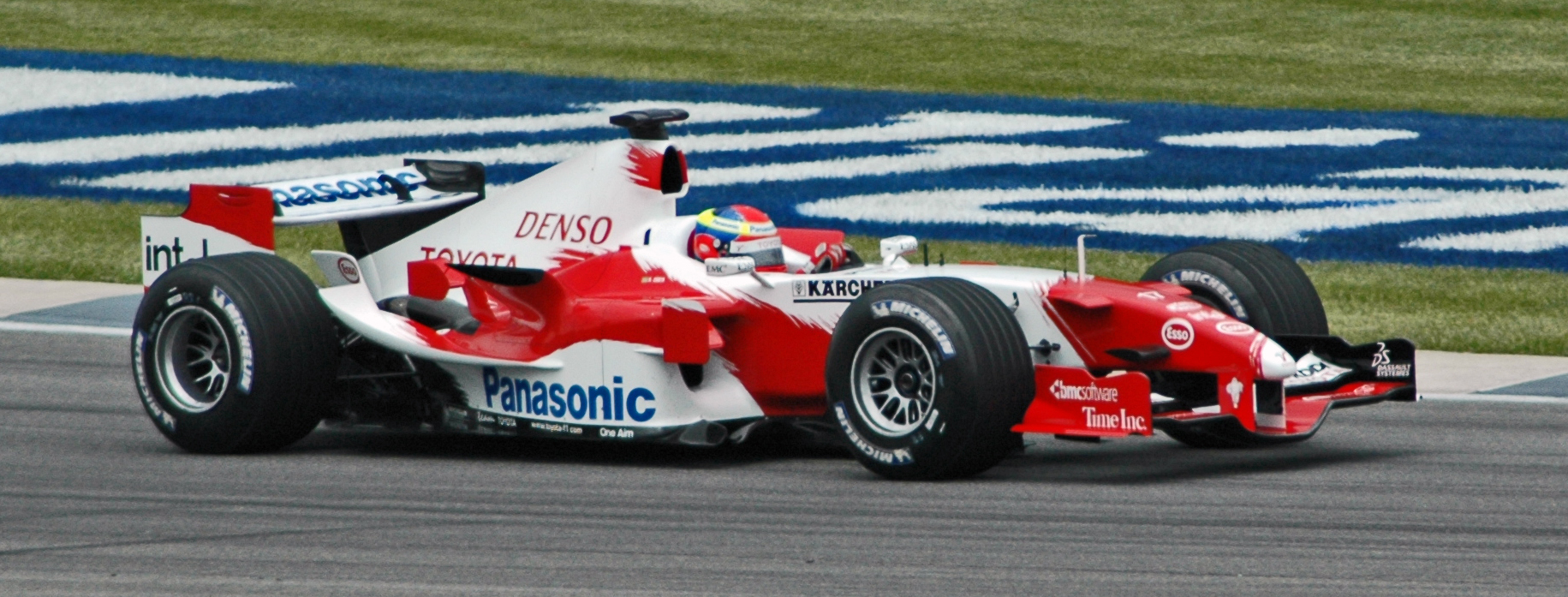
2005年型トヨタ・TF105

2003年12月、ガスコインはトヨタの本拠地であるケルンのTMGファクトリーに職場を移し、テクニカルディレクターとして2004年型車両の開発に携わった。しかしながら、本来数ヶ月を要するF1カーの開発をシーズン直前のわずかな期間で行うのはそもそも無理があったため、2004年シーズンの結果は芳しくないものとなった。
当時、トヨタはフェラーリに匹敵あるいは凌駕するといわれるほどの潤沢な資金を持つチームであり、続く2005年シーズンはガスコインがそうしたリソースを効果的に活かしたことで、同チームにとってはそれまでで最も良いシーズンとなり、優勝こそなかったものの表彰台に複数回登壇し年間ランキングでも同チームとしては最高位となる4位を獲得した。
この結果から2006年はさらなる飛躍が期待されたが、マレーシアGPではガスコインのサーキット入りが遅れた事から、ガスコイン不在の中で金曜フリー走行が行われ、そのセッションのプログラムの中で、これまでガスコインが主導して設計した空力パッケージが全く効果を成さなかった事が発覚した。その後、サーキット入りしたガスコインは激怒し、ガスコインとチーム首脳部の対立が表面化、オーストラリアGP後に解任が決定した。シーズン開幕前から新車TF106のパフォーマンス不足が判明し、改良型のTF106Bを投入する矢先の出来事だった。
なお、2005年の時点でトヨタから受け取っていた年俸は800万ドルと言われており、これは当時フェラーリに所属したロス・ブラウン、ロリー・バーン、マクラーレンに所属したエイドリアン・ニューウェイらを抑え、F1チームに所属するエンジニアの中では最高額となる報酬であった。

### スパイカー / フォース・インディア
2006年9月、スパイカー・カーズ社がMF1レーシングの買収を発表。ガスコインはスパイカーF1チームと契約を結び、2007年に技術部門の責任者であるチーフテクニカルオフィサー（CTO）として同チームに加入した。なお、スパイカーチームの前身であるMF1レーシングは、ガスコインにとっては古巣にあたるジョーダンチームを買収して誕生したチームであった。
2007年10月にスパイカーF1がビジェイ・マリヤとミッシェル・モルによって買収され｢フォース・インディア｣とチームを改名。ガスコインは同チームのチーフテクニカルオフィサーとして務めていたが、マネージメントの一新により2008年11月8日にチーム離脱が発表された。
その後はMGIリミテッドを設立し、技術コンサルタント業務を行った。

### ロータス / ケータハム
2009年、MGIはイギリスのF3チーム・ライトスピードと提携し、ロータスF1チームとしてF1に参入するプロジェクトを進めた。2010年より参戦したロータス・レーシングでは、ガスコインがチーフテクニカルオフィサーに就任した。同年9月、チーム代表のトニー・フェルナンデスはガスコインとの契約を2015年までの5年間に延長する事で合意したことを発表した 。チームの運営面では、マーク・スミス（元フォース・インディア）のほかスティーブ・ニールセン（元ルノー）、ジョン・アイリー（元マクラーレン）といったかつての同僚を招き、技術部門の強化を進めた。
その後チーム名は、グループ・ロータスとの対立の末、2012年よりケータハムF1チームと名称変更することになった。ガスコインはF1、GP2、エンジニアリング部門など含むケータハム・グループ全体の技術面を統括するCTOに昇進した。

### 独立
その後ケータハムを離れ、自らCEOを務める「Mike Gascoyne International」を設立してコンサルタントに転身。
2017年には、元ミナルディのオーナーだったポール・ストッダートや、新たにF1の運営を引き継いだリバティメディアなどからの誘いを受け、ストッダートが運営する「F1 Experiences」が走らせる2シーターマシンのテクニカルディレクターに就任した。

## エピソード
- 技術部門を統括するにあたって、対立を厭わず攻撃的な管理スタイルを採るため、「ブルドッグ」というあだ名を持つ。
- ガスコインの出身地であるイギリスのノーフォークは、同時にロータスの本拠地でもある為に彼の青春時代から「ロータス」という名称に対して非常に思い入れがあると言われている。